# Pamela Vértiz
Pamela Carla Vértiz de la Flor (Perú, 17 de diciembre de 1970) es una periodista y presentadora de televisión peruana. Actualmente conduce el programa dominical Día D desde el año 2009.

## Carrera
Ingresó a la Universidad de Lima, en la cual estudió Ciencias de la Comunicación, carrera que terminó en 1993.
Ingresó como practicante en Andina de Televisión, ella denominaba al canal como «escuelita de reportera».
Posteriormente, ingresa como reportera del programa dominical Contrapunto, en Frecuencia Latina, donde reportó el caso de Leonor La Rosa y los viajes presidenciales de Alberto Fujimori con algunas reporteras de televisión, donde también se le cuestionó por ser una de las geishas del fujimorismo. Renunció en 1997, junto a otros periodistas del mencionado canal, debido a impases con la nueva administración de los Winter por temas políticos. 
En 1998, ingresa como reportera a Panorama, de Panamericana Televisión, donde hizo reportajes más misceláneos que políticos. A la par, condujo el programa periodístico Reportajes y dejó ambas labores temporalmente en 2001. No es hasta febrero de 2003 que renunció al canal, tras un cambio de directiva del canal: el ingreso de Genaro Delgado Parker (fundador del canal) como administrador judicial.
En abril de 2003, regresa a Frecuencia Latina para conducir el programa periodístico dominical Reporte semanal. A comparación de su predecesor, Contrapunto, era de estilo más misceláneo y variado. Se retiró en 2009.
Desde el 19 de abril de 2009, conduce el dominical Día D, en ATV, que posteriormente condujo su espacio En contacto para ATV+.

## Trabajos en televisión

### Como conductora
- Reportajes (Panamericana Televisión, 1999-2003)
- Buenos días, Perú (Panamericana Televisión, 2001-2003)
- Reporte semanal (Latina Televisión, 2003-09)
- Día D (ATV, 2009-presente)
- Primera noticia (ATV, 2010-11)
- ATV noticias: Al estilo Juliana (ATV, oct. 2020-ene. 2021 y ene. 2022)
- En contacto (ATV+ 2018-presente)
- ATV noticias: Edición central (ATV, nov. 2021-presente)

### Como reportera
- ATV noticias (1995)
- Contrapunto (1996-97)
- Panorama (1998-2003)
- Buenos días, Perú (1999-2000)